# Stroudia raphiglossoides
Stroudia raphiglossoides är en stekelart som först beskrevs av Giordani Soika 1940.  Stroudia raphiglossoides ingår i släktet Stroudia och familjen Eumenidae. Inga underarter finns listade i Catalogue of Life.